# 정선선 열차 충돌 사고
정선선 열차 충돌 사고는 2014년 11월 22일 정선선 민둥산-정선 구간에서 공전으로 자연정차한 무궁화호 열차와 이를 구원하러 가던 단행열차가 정면 충돌한 사고이다.

## 개요
2014년 11월 22일 정선선 민둥산-정선 구간에서 공전으로 자연정차한 무궁화호 열차와 이를 구원하러 가던 단행열차가 정면 충돌한 사고이다.

## 사고 경위
2014년 11월 22일 18시 2분경, 정선선 정선역 ~ 민둥산역 사이 23퍼밀의 오르막 구간을 운행중 차륜공전이 발생하여 신월터널 내 자연정차하였다. 기상 여건상 정선역까지 퇴행이 불가능하여 정선역에 퇴행불가 및 구원열차 수배를 통보하였고, 이에 관제사는 예미역에 도착한 제4561 무궁화호의 동력차를 급히 구원기로 지정하여 사고 현장에 급파하였다(제5003열차→제7701열차).
제7701열차는 19:14 민둥산역을 발차하여 장폐단으로 운행하였으며, 사고 인근 지점인 쇄재1터널 진출 후 구원요구 열차 50m 전방에 정차시키기 위하여 단독제동을 취급하였으나 제동이 되지 않았으며 이어 비상제동, 발전제동까지 사용하였으나 정차하지 못하고 구원요구 열차와 충돌하였다. 이후 두 기관차 모두 엔진이 정지되어 2차 구원열차와 3차 구원열차를 수배하였고, 23:40경 승객을 모두 대피시킨 후 사고열차와 구원열차를 연결하여 민둥산역에 01:48경 도착하였다.

### 사고 원인
구원열차 기관사는 전령법으로 운전중 구원요구열차의 정차지점 1km 이내의 구간일부를 최고속도제한 보다 11km/h 초과 운행하였으며 50m 전방에 정차하지 못하였다. 23퍼밀의 하구배와 서리, 기름이 혼합된 마찰계수가 낮은 상태에서 기관사가 단독제동변을 사용하자 활주가 시작되었고, ATP는 이를 고장으로 인식하여 상용 제동을 체결하였다. 기관차에 상용제동이 체결됨으로써 단독제동변 단속 사용이 불가능하게 되었기에 마찰계수가 낮은 구간을 활주해 내려가게 된것이다. 제동취급 후 차륜활주가 발생되어 ATP시스템이 안전측으로 동작되는 상황에 수동으로 모래를 뿌리는 조치를 취하지 못하였다.
국토교통부 항공·철도사고조사위원회에서는 사고원인을 "급하구배 선로의 레일면 위에 축적된 기름성분과 서리 등으로 레일 표면이 미끄러웠던 점과 전령자와 구원(사고)열차 승무원이 운전취급규정 위배한점, 기관사에게 '기관차 차륜활주에 의한 ATP시스템 고장 조건 교육'이 미흡 했던 것"으로 결정하였다.

## 참고
- 철도사고보고서, 항공·철도사고조사위원회, PDF 첨부파일.